# Vyselkovskij rajon
Il Vyselkovskij rajon (in russo Выселковский район?) è un rajon del Kraj di Krasnodar, nella Russia europea.